# Nelson Mandela Forum
Nelson Mandela Forum (dawniej Palazzetto dello sport di Firenze i Palasport) – włoska hala sportowo-widowiskowa położona we Florencji. Jej inauguracja odbyła się w 1985 roku. Podczas meczów hala może pomieścić 7 500 widzów, a podczas koncertów 8 262. W dniach 22 – 29 września 2013 roku odbyły się Mistrzostwa Świata w Kolarstwie Szosowym.
Została otwarta w 1985 roku. W 2014 roku została przemianowana na Nelson Mandela Forum. Była domową halą włoskiego klubu koszykówki Pool Firenze Basket, przed relogacją klubu do niższej ligi w 2009 roku. Od 2014 roku jest siedzibą klubu kobiecej siatkówki Il Bisonte Firenze.